# Borek (Dębsko)
Borek – część wsi Dębsko w Polsce położona w województwie wielkopolskim, w powiecie grodziskim, w gminie Wielichowo.
Miejscowość położona jest przy trasie drogi wojewódzkiej nr 312.
W okresie Wielkiego Księstwa Poznańskiego (1815-1848) miejscowość wzmiankowana jako posada leśna Borek należała do wsi mniejszych w ówczesnym pruskim powiecie Kosten rejencji poznańskiej. Borek należał do okręgu wielichowskiego tego powiatu i stanowił część prywatnego majątku Wielichów (dziś Wielichowo), którego właścicielem był wówczas Mikołaj Mielżyński. Według spisu urzędowego z 1837 roku posada leśna Borek liczyła czterech mieszkańców, którzy zamieszkiwali jeden dym (domostwo).
W latach 1975–1998 miejscowość administracyjnie należała do województwa poznańskiego.